# شارون دوغلاس
شارون دوغلاس (بالإنجليزية: Sharon Douglas)‏ هي ممثلة أمريكية، ولدت في 16 أكتوبر 1920 في مقاطعة ستيفينز في الولايات المتحدة، وتوفيت في 18 يونيو 2016.

## وصلات خارجية
- شارون دوغلاس على موقع IMDb (الإنجليزية)
- شارون دوغلاس على موقع قاعدة بيانات الفيلم (الإنجليزية)